# Alfred Bornemann

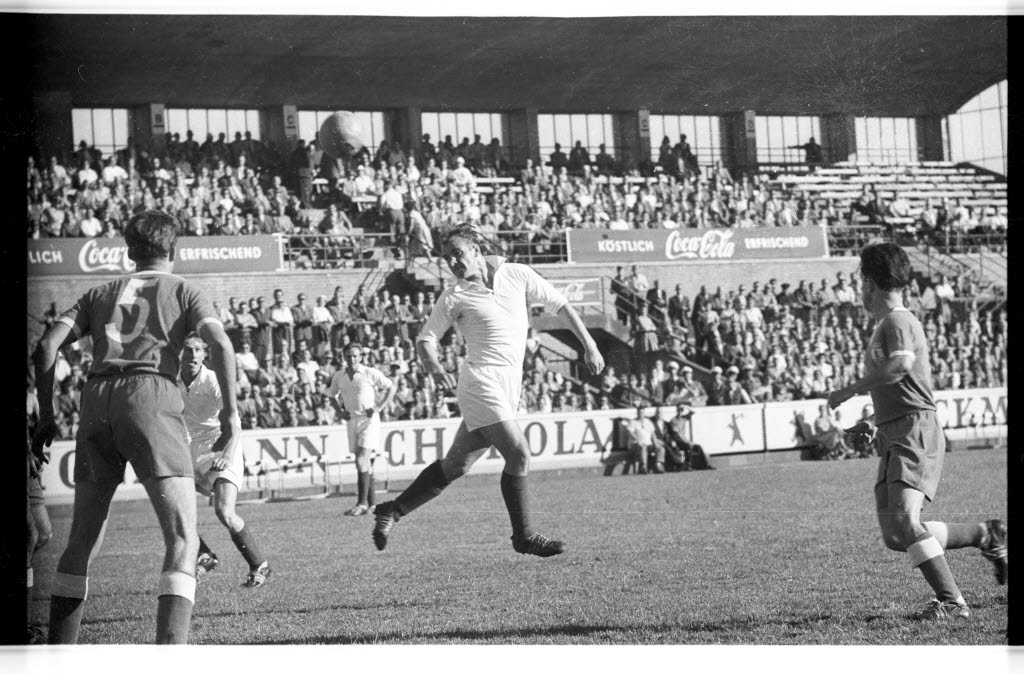
Alfred Bornemann (Bildmitte) im Spiel Holstein Kiel gegen Union 06 Berlin (1957)

Alfred Bornemann, genannt Atze Bornemann (* 26. Oktober 1932 in Bad Schwartau) ist ein ehemaliger deutscher Fußballspieler und -trainer.

## Biographie
Seine Fußballkarriere begann "Atze" Bornemann beim VfL Bad Schwartau. Von 1953 bis 1963 spielte der Mittelstürmer für den Oberliga-Nord-Verein Holstein Kiel. Bei Holstein Kiel gilt Bornemann bis heute als Kultspieler des Vereins. 1956/57 konnte er mit Holstein die Vizemeisterschaft der Oberliga Nord erringen; in der anschließenden Begegnung um die Deutsche Meisterschaft 1957 bei Kickers Offenbach schoss er zwei Tore – es nutzte nichts: Holstein verlor nach Verlängerung mit 2:3.
Mit 112 Treffern rangiert "Atze" Bornemann bis heute auf Platz zwei der Rekordtorschützen Holsteins. 1959 absolvierte Bornemann ein Auswahlspiel für die Auswahlmannschaft des Norddeutschen Fußballverbandes. In seiner Abschlusssaison bei Holstein verpasste er mit seinem Verein nur relativ knapp den Bundesligaaufstieg auf Platz 4 (der vor Holstein platzierte VfR Neumünster hätte auf den Aufstieg verzichtet). Unvergessen sind unter "alten" Holstein-Fans aus dieser Saison zwei Tore Bornemanns gegen Ipswich Town. Anschließend stürmte Bornemann noch eine Saison lang in der Regionalliga Nord für den VfB Lübeck, wo er in 16 Spielen 10 Tore schoss.
Als Trainer fungierte "Atze" Bornemann bei Vereinen Kiels und des Kieler Umlandes wie Borussia Kiel und dem Eckernförder SV.

## Zitat
"Dieser Stapelfeld ist ein guter Mann. Wir beide sind gleich am Anfang zusammengerammt. Danach wusste jeder, was er vom anderen zu halten hatte." aus dem Hamburger Abendblatt vom 28. Januar 1963; Bornemann über seinen Gegenspieler Hubert Stapelfeldt in der Begegnung Holstein Kiel gegen Hamburger SV (1:1)